# Abborrtjärnen (Bjurholms socken, Ångermanland, 709289-164489)
Abborrtjärnen är en sjö i Bjurholms kommun i Ångermanland och ingår i Lögdeälvens huvudavrinningsområde.